# Лице
 Тази статия е за човешко лице.  За понятието в граматиката вижте Лице (граматика).  За понятието в математиката вижте Площ.
Лице е част от тялото на човек и представлява предната част на главата, която включва очите, носа, устата, косата, челото, веждите, ушите, бузите, устните, брадичката, зъбите, кожата и слепоочието, която ги покрива. Чрез гримаси на лицето човек може да изразява различни чувства. При определени обстоятелства думата лице е синоним на отделна личност, отделен човек.
Тъй като лицето е най-отличителният белег на различните индивиди, фотографиите в документите и портретите са предимно на лицето. То е изложено ежедневно на влиянието на слънцето и вятъра, поради което за него трябва да се полагат специални грижи. Много жени използват грим на лицето. В някои мюсюлмански страни е традиция лицето или поне част от него да се покрива със забрадка, фередже, бурка или никаб.